# 2017 في فلسطين

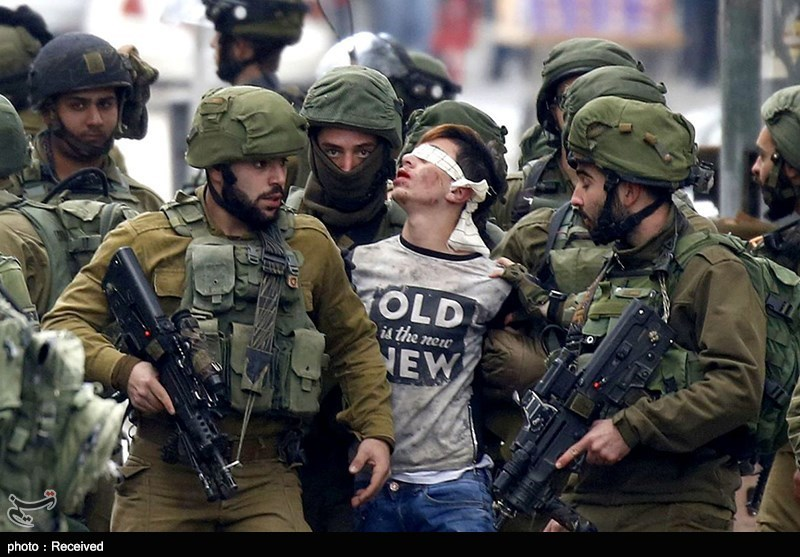

أحداث عام 2017 في فلسطين.

## السياسة

### تعيينات
- 31 ديسمبر: إبراهيم موسى إبراهيم أبو النجا، محافظًا لمحافظة غزة.[3]

### سفراء لدى فلسطين
- 28 يناير: سلّمت صفية السهيل سفيرة العراق لدى الأردن أوراق اعتمادها إلى الرئيس الفلسطيني محمود عباس سفيرةً غير مقيمة للعراق لدى دولة فلسطين.[4]

#### سفراء فلسطين
- 26 يوليو: سلّمت تغريد سنوار أوراق اعتمادها إلى رئيس جمهورية مالاوي بيتر موثاريكا سفيرةً غير مقيمة لدولة فلسطين.[5]
- 29 أكتوبر: سلّمت تغريد سنوار أوراق اعتمادها إلى رئيس جمهورية بوتسوانا سيريتسي كاما ايان كاما سفيرةً غير مقيمة لدولة فلسطين.[6]

## الأحداث
- 6 مارس - مقتل الشاب باسل الأعرج (31 عامًا) من قرية الولجة في محافظة بيت لحم، في مدينة البيرة قرب رام الله، بنيران قوات الأمن الإسرائيلي.
- مقتل 12 فلسطينيًا وأُصيب 4846 مواطنًا خلال مواجهات مع الأمن الإسرائيلي في الضفة الغربية وقطاع غزة، منذ قرار الرئيس الأمريكي دونالد ترامب اعتراف بلاده بالقدس عاصمة لإسرائيل ونقل السفارة الأمريكية من تل أبيب إلى القدس.
- صوَّتت 128 دولة[متى؟] في الجمعية العامة للأمم المتحدة لصالح قرار يدعو الولايات المتحدة إلى سحب اعترافها بالقدس عاصمة لإسرائيل، فيما اعترضت 9 دول، وامتنعت (35) دولة عن التصويت لصالح القرار. وكان قد وقع ترامب في (6 كانون الأول/ديسمبر) قراره بشأن القدس، الأمر الذي أثار غضب الدول العربية والإسلامية وقوبل برفض دولي.[7]
- 14 يوليو - بدأت أزمة المسجد الأقصى 2017 بعدما نفَّذ ثلاثة شبان من مدينة أم الفحم عملية إطلاق نار داخل المسجد الأقصى، أسفرت عن مقتلهم ومقتل عنصرين من أفراد الشرطة الإسرائيلية وجرح آخر، وقامت السلطات الإسرائيلية على أثر ذلك بتركيب أجهزة الكشف عن المعادن عند مدخل المسجد مما أدى احتجاج آلاف الفلسطينيين على ذلك وقد قتل خلال 11 يومًا، بسبب هذه الأزمة.
- 21 يوليو - نفَّذ الشاب عمر عبد الجليل العبد من قرية كوبر عملية طعن، أسفرت عن مقتل ثلاثة مستوطنين داخل مستوطنة حلميش شمال مدينة رام الله، فيما أُصيب هو خلال العملية، واعتقلته القوات الإسرائيلية.
- بتاريخ( 25 تموز/يوليو) قرَّر المجلس الأمني المصغر في القدس بعد اجتماع مطول استمر ساعات إزالة البوابات الإلكترونية على مداخل المسجد الأقصى، وتثبيت كاميرات متطورة، الأمر الذي قوبل بالرفض من قبل المرجعيات الدينية في القدس. وفي نهاية المطاف وبتاريخ (27 يوليو/تموز) قرَّرت الساطات إزالة جميع العراقيل التي وضعتها في مداخل المسجد.
- بتاريخ (12أكتوبر/تشرين الأول) وبعد عشر سنوات على الانقسام، وقّعت حركتا حماس وفتح اتفاق المصالحة الفلسطينية في القاهرة، حيث قرَّرت حركة حماس حلَّ اللجنة الإدارية، وأعربت عن استعدادها لتلبية الدعوة المصرية للحوار مع حركة فتح بشأن آليات تنفيذ اتفاق القاهرة عام (2011) وملحقاته، وتشكيل حكومة وحدة وطنية، في إطار حوار تشارك فيه الفصائل الفلسطينية الموقعة على الاتفاق.
- خاض مئات الأسرى في سجون السلطات الإسرائيلي، إضرابًا مفتوحًا عن الطعام بالتزامن مع يوم الأسير الفلسطيني، ضد سياسة الإهمال الطبي، والانتهاكات، والاعتقال الإداري، والمحاكم الجائرة، ومنع الزيارات.
- أعلنت المنظمة الدولية للشرطة الجنائية إنتربول، بتاريخ 27 أيلول/سبتمبر عن قبول عضوية دولة فلسطين خلال تصويت بالجمعية العامة للمنظمة في بكين.

## الوفيات
- خليل محشي، (66)، أكاديمي وتربوي.
- أحمد دحبور، (71)، شاعر.
- عبد المحسن القطان، (88)، اقتصادي وسياسي وفاعل خير.
- إدمون شحادة، (84)، شاعر وأديب.
- راوية الشوا، (73/72)، نائبة في المجلس التشريعي الفلسطيني.
- عادل عبد الكريم ياسين، (84/83)، أحد مؤسسي حركة فتح.
- عزمي الدقة، (57)، سفير دولة فلسطين لدى بولندا.
- ربيح الخندقجي، (57)، سياسي فلسطيني ومحافظ لعدة مناطق.
- فتحي البحرية